# Czarny szlak turystyczny Biały Brzeg – Mrowina
 Czarny szlak turystyczny Biały Brzeg – Mrowina – szlak turystyczny okolic Włoszczowy.

## Przebieg szlaku
| Odległość | Atrakcje          | Punkt                         | Skrzyżowania szlaków  |
| --------- | ----------------- | ----------------------------- | --------------------- |
| 0,0 km    |                   | Biały Brzeg                   | Biały Brzeg – Mrowina |
|           |                   | Rączki                        |                       |
|           | rezerwat roślinny | rezerwat Bukowa Góra          |                       |
|           | rezerwat roślinny | rezerwat Murawy Dobromierskie |                       |
|           |                   | Dobromierz                    |                       |
| 11,0 km   |                   | Mrowina                       | Biały Brzeg – Mrowina |